# 1018
1018 (MXVIII) var ett normalår som började en onsdag i den julianska kalendern.

## Händelser

### Okänt datum
- Olav den helige friar till Olof Skötkonungs dotter Ingegärd, men Olof avslår frieriet.
- När den danske kungen Harald II dör efterträds han som kung av Danmark av sin bror Knut den store, som är kung av England sedan 1016.
- Bulgarien blir en del av bysantinska riket efter att bulgarerna besegrats av den grekiske kejsaren Basilius II.
- Freden vid Bautzen sluts mellan Polen och Tyskland.
- Boleslav I av Polen erövrar Röda Rutenien.
- Slaget vid Carham utkämpas, varefter skottarna erövrar Lothian.
- Northumberland blir en del av Skottland.
- Strathclydes oberoende upphör.
- Slaget vid Vlaardingen utkämpas. Greve Dirk III:s armé besegrar en armé under ledning av Henrik II, tysk-romersk kejsare.
- Buckfast Abbey grundas.
- Staden Koblenz ges till ärkebiskopen av Trier.
- Kannauj erövras av Mahmud av Ghazni.

## Födda
- Viktor II, född Gebhard av Dollnstein-Hirschberg, påve 1055–1057 (född omkring detta år).
- Hardeknut, kung av Danmark 1035–1042 och av England 1040–1042.
- Michael Psellus den yngre, filosof och historiker.
- Richilde av Hainaut, var regerande grevinna av Hainaut 1049-76.

## Avlidna
- 23 juni – Markgreve Henrik I av Österrike.
- 1 december – Thietmar av Merseburg, biskop och krönikeskrivare, känd för att ha beskrivit Nordens förkristna religion (död detta eller nästa år).[1]
- Harald II, kung av Danmark sedan 1014.

### Fotnoter
1. ↑  ”Chronology of World History”. Arkiverad från originalet den 12 oktober 2011. https://www.webcitation.org/62NLU2AIL?url=http://www.islandnet.com/~KPOLSSON/worldhis/wor1000.htm. Läst 18 juli 2011.